# Smaragdtavlen
Smaragdtavlen (Smaragdintavlen, Tabula Smaragdina, eller Hermes hemmelighed) er en tekst, der indgår i Corpus Hermeticum. Teksten mentes at indeholde hemmeligheden om "den oprindelige substans" og dens transmutioner. Den korte og kryptiske tekst er dateret til omkring år 800 e.Kr. og var af europæiske alkymister anset som fundamentet for deres "kunst", specielt inden for den hermiske tradition.